# Жанабергенов, Мулдаш
Мулдаш Жанабергенов (1914 год, Туркестанский край, Российская империя — 1987 год) — железнодорожник, бригадир дистанции Оренбургской железной дороги (с 1958 года — Казахская железная дорога), Герой Социалистического Труда (1971).

## Биография
Родился в 1914 году. Трудовую деятельность начал с 1931 года. Работал ремонтным рабочим. В 1938 году был назначен бригадиром 52-й дистанции Оренбургской железной дороги.
Во время восьмой пятилетки производительность путевой бригады, которой руководил Мулдаш Жанабергенов, выполнила план на 115 %. Указом Президиума Верховного Совета СССР от 4 мая 1971 года удостоен звания Героя Социалистического Труда «за выдающиеся успехи в выполнении задании пятилетнего плана перевозок и повышении эффективности использования технических средств железнодорожного транспорта» с вручением ордена Ленина и золотой медали Серп и Молот.
Возглавлял бригаду до выхода на пенсию.
Умер в 1984 году.

## Награды и звания
- Герой Социалистического Труда — указом Президиума Верховного Совета СССР от 4 мая 1971 года;
- Орден Ленина (1971);
- Орден Трудового Красного Знамени;
- Медаль «За доблестный труд в Великой Отечественной войне 1941—1945 гг.»;
- Медаль «За трудовую доблесть»;
- Медаль «В ознаменование 100-летия со дня рождения Владимира Ильича Ленина».
- Почётный железнодрожник.